# 花與乙女的祝福
《花与乙女的祝福》是WillPlus旗下男性向游戏品牌ensemble在2009年5月29日发售的第1部成人遊戲。2011年2月18日由未来数位发售正体中文版。续作《花與乙女的祝福 皇家花束》（花と乙女に祝福を ロイヤルブーケ）在2010年1月29日发售，2012年2月6日發售正體中文版。
2010年7月8日由Alchemist发售PS2移植版，PS2版增加了「獅堂沙織」「朝霧七緒」两个角色。2011年10月27日发售PSP移植版。

## 简介
主人公月丘彰为了让病弱的妹妹不会留级，决定代替她去圣露比娜丝学园上学。

## 登场人物
※声優按照PC版/PS2版顺序。

### 主要人物
月丘彰（声：牧泉美 / 柳瀨洋美）
学年：2年櫻組 / 原2年櫻組
所属：園藝部 / 原園藝部
身高164 cm，三围75、56、80，血型A型。（RB中得知）
男主角，代替双胞胎妹妹月丘晶子潜入女校就读。
月丘晶子（声：牧泉美 / 柳瀨洋美）
学年：2年櫻組
所属：園藝部 / 学生会会長、園藝部
身高162 cm，三围74、57、80，血型A型。
彰的雙胞胎妹妹，身體病弱導致出席率不足瀕臨留級。
※該角色不可攻略。
名木城都（声：風音 / 同左）
学年：2年櫻組
所属：園藝部 / 学生会副会長、園藝部
身高158 cm，三围80、54、82，血型A型。
與晶子同班的兒時玩伴，知道現在的晶子是彰假扮的。
年幼時因為彰幫助過自己而一直暗戀彰。
刀子嘴豆腐心。
寶生聖佳（声：青山由香里 / 友永朱音）
学年：3年椿組
所属：学生会会長 / 学生会原会長
身高160 cm，三围84、55、86，血型O型。
三年級的學姐。
鹿島志鶴（声： / 高田初美）
学年：2年櫻組
所属：美術部 / 学生会執行部長、美術部
身高156 cm，三围88、56、87，血型AB型。
晶子在学院里的好朋友，表面上看上去是温文尔雅的大小姐，实际是非常腹黑非常腹黑的少女，经常在各种意义上折磨彰，并以此为趣。
有戀味癖，可以通過汗味分辨出彰和晶子
佐上薰（声：川島梨乃 / 同左）
学年：3年椛組
所属：田径部、学生会副会長 / 田径部、学生会原副会長
身高165 cm，三围82、59、85，血型B型。
三年級的學姐。在学生中的名声丝毫不弱于圣佳。FANS众多，为此经常受到学校的警告，为人不拘小节，以攻为人生目标。
藍那祈（声：綾部凜 / 阪田佳代）
学年：1年柚組
所属：回家部 / 学生会・書記、園藝部
身高147 cm，三围72、52、74，血型A型。
一年級的學妹，因在她困扰时被晶子出手相助而成為了朋友。
洞察力很強，可以通過手指差異分辨出彰和晶子。
山本眞彌子（声：青葉林檎 / 同左）
学年：1年柚組
所属：回家部 / 学生会書記、園藝部
身高147 cm、三围82→83、52、78，血型O型。
一年級的學妹，祈的同班同学。无忧无虑的超无脑的后辈，和祈是非常要好的朋友，为人处世十分笨拙，不圆滑。真弥子的脾气也非常火爆，做事不经过大脑思考

### 次要人物
天法院綾音（聲： / ）
圣佳的粉丝。本作中第二位伪娘，自称：“自己只是一个女孩生在了男孩子的躯体里，因为彰和圣佳的关系把彰视为对手。
在山本真弥子线中和三船千里结成连理。
宇佐美 沙枝（聲： / 同左）
园艺社的社长，性格乐天，悠闲。
虽然是部长，但没什么大的权力。
成为部长也不是因为可靠，是平易近人而决定推荐她的。
实际上极度缺乏存在感，鲜少有人知其原名，多称为“社长（部长）”，就连彰也是被真弥子提醒后才知道其真名。

### PS2版追加人物
獅堂沙織（聲：井上麻里奈）
學年：三年椛組
所屬：弓道部
身高：159 cm，三圍85、54、84，血型O型。
三年級的學姐，园艺社的社长。
在露比娜丝人气仅次于圣佳，认真而又凛然的弓道部部员。
当红百合小说作家。
朝霧七緒（聲：佐藤利奈）
所屬：回家部
身高：150 cm，三圍75、54、74，血型A型。
圣露比娜丝学园一年级生，相较于同级生的蓝那祈和山本真弥子而言，看起来要成熟不少。
对圣佳的印象不好，但对晶子却出乎意料地抱有崇拜的情感，自称晶子的粉丝。
隐藏的身份是学院长的孙女，这个身份除了晶子只有她的另一位好友知晓。

## 工作人员
- 企画監督：じんべい
- 脚本：じんべい、籐太 / じんべい、ANTENNA
- 原画：武藤此史
- 第二原画：igul
- 背景：獏Production、倉田憲一
- 音乐：Million Bamboo
- 影片製作：パリオ（Mju:z）

## 主題歌
- 片头曲：Maiden's Garden
作曲：ロドリゲスのぶ
編曲：da2
歌：片霧烈火
- 皇家花束片头曲：Bloom of your dream
作詞：kimotto
作曲：ロドリゲスのぶ
編曲：da2
歌：片霧烈火
- 片尾曲：ひみつのストーリー
作詞：秋元凛
作曲・編曲：ロドリゲスのぶ
歌：片霧烈火

## 註腳
1. 1 2 3 4 5 6 7 8 9 10 11  . Getchu.com.   [2020年9月12日]. （原始内容存档于2020年1月8日） （日语）.
2. ↑  . Getchu.com.   [2015年11月6日]. （原始内容存档于2020年1月20日） （日语）.
3. ↑  . Amazon.co.jp.   [2015年11月6日] （日语）.
4. ↑  . Amazon.co.jp.   [2015年11月6日] （日语）.
5. 1 2  RB作中では晶子より彰のウェストが細いとされているが、公式プロフィール情報では事実と矛盾している。彰のウェストが56cmな点は作中でも言及。
6. ↑  シリーズ通して唯一成長が確認できる。